# داینیس کولا
داینیس کولا (انگلیسی: Dainis Kūla؛ زادهٔ ۲۸ آوریل ۱۹۵۹) ورزشکار پرتاب نیزه اهل اتحاد جماهیر شوروی سوسیالیستی بود.
وی در مسابقات کشوری و بین‌المللی در مجموع برندهٔ ۳ مدال طلا، ۱ مدال برنز شده‌است.